# أهلا بالأصدقاء
أهلا بالأصدقاء (بالإنجليزية: Saludos Amigos) هو فيلم رسوم متحركة للمخرج نورمان فيرجسون ويلفريد جاكسون، جاك كيني، هاملتون لوسك وبيل روبرتس، عرض أول مرة في 24 أغسطس عام 1942. سوليدوز أميغوز هو سادس فيلم كرتوني كلاسيكي انتجته والت ديزني.

## طاقم التمثيل
- لي بلير
- ماري بلير
- بينتو كولفيج
- والت ديزني
- نورم فيرجسون
- فرانك غراهام
- كلارنس ناش

## وصلات خارجية
- أهلا بالأصدقاء على موقع IMDb (الإنجليزية)
- أهلا بالأصدقاء على موقع ميتاكريتيك (الإنجليزية)
- أهلا بالأصدقاء على موقع روتن توميتوز (الإنجليزية)
- أهلا بالأصدقاء على موقع نتفليكس (الإنجليزية)
- أهلا بالأصدقاء على موقع ألو سيني (الفرنسية)
- أهلا بالأصدقاء على موقع Turner Classic Movies (الإنجليزية)
- أهلا بالأصدقاء على موقع أول موفي (الإنجليزية)
- أهلا بالأصدقاء على موقع فيلمافينيتي (الإسبانية)
- أهلا بالأصدقاء على موقع قاعدة بيانات الأفلام السويدية (السويدية)
- أهلا بالأصدقاء على موقع قاعدة بيانات الفيلم (الإنجليزية)